# لورين مارك
لورين مارك (بالإنجليزية: Lauryn Mark) هي لاعبة رماية أمريكية وأسترالية، ولدت في 15 أبريل 1980.

## وصلات خارجية
- لورين مارك على موقع أوليمبيديا (الإنجليزية)
- لورين مارك على موقع اللجنة الأولمبية الأسترالية (الإنجليزية)
- لورين مارك على موقع اتحاد ألعاب الكومنولث (مؤرشف) (الإنجليزية)
- لورين مارك على موقع اتحاد ألعاب الكومنولث (مؤرشف) (الإنجليزية)
- لورين مارك على موقع دورة ألعاب الكومنولث 2006 (مؤرشف) (الإنجليزية)